# 谭强 (羽毛球运动员)
谭强（1998年9月16日—），江苏南京人，中国男子羽毛球运动员。

## 簡歷
1998年出生于南京市，5岁开始接触羽毛球，8岁进入无锡体育运动学校，2018年考入安徽师范大学运动训练专业。
2015年11月，谭强代表中国国家羽毛球队參加泰國曼谷舉行的亞洲青年羽毛球錦標賽，與任翔宇合作贏得男子雙打季軍。

## 主要比賽成績
只列出曾進入準決賽的國際賽事成績：
| 年份   | 賽事                         | 公開賽級別 | 項目     | 搭檔   | 成績   |
| ------ | ---------------------------- | ---------- | -------- | ------ | ------ |
| 2015年 | 亞洲青年羽毛球錦標賽         | 其他       | 混合團體 | －     | 金牌   |
| 2015年 | 亞洲青年羽毛球錦標賽         | 其他       | 男子雙打 | 任翔宇 | 銅牌   |
| 2015年 | 世界青年羽毛球錦標賽         | 其他       | 混合團體 | －     | 金牌   |
| 2016年 | 亞洲青年羽毛球錦標賽         | 其他       | 混合團體 | －     | 金牌   |
| 2016年 | 亞洲青年羽毛球錦標賽         | 其他       | 男子雙打 | 何济霆 | 銀牌   |
| 2016年 | 世界青年羽毛球錦標賽         | 其他       | 混合團體 | －     | 金牌   |
| 2017年 | 中國羽毛球國際挑戰賽         | 國際挑戰賽 | 男子雙打 | 韩呈恺 | 準決賽 |
| 2017年 | 中國羽毛球國際挑戰賽         | 國際挑戰賽 | 混合雙打 | 徐涯   | 亞軍   |
| 2017年 | 紐西蘭羽毛球黃金大獎賽       | 黃金大獎賽 | 男子雙打 | 何济霆 | 準決賽 |
| 2017年 | 法國羽毛球超級賽             | 超級賽     | 男子雙打 | 何济霆 | 準決賽 |
| 2018年 | 亞洲羽毛球團體錦標賽         | 其他       | 男子團體 | －     | 銀牌   |
| 2018年 | 紐西蘭羽毛球公開賽           | 超級300賽  | 男子雙打 | 何济霆 | 準決賽 |
| 2018年 | 馬來西亞羽球公開賽           | 超級750賽  | 男子雙打 | 何济霆 | 準決賽 |
| 2018年 | 日本羽球公開賽               | 超級750賽  | 男子雙打 | 何济霆 | 準決賽 |
| 2018年 | 中國福州羽毛球公開賽         | 超級750賽  | 男子雙打 | 何济霆 | 亞軍   |
| 2019年 | 亞洲羽毛球混合團體錦標賽     | 其他       | 混合團體 | －     | 金牌   |
| 2019年 | 赛义德·莫迪国际羽毛球锦标赛  | 超級300賽  | 男子雙打 | 何济霆 | 冠軍   |
| 2021年 | 蘇迪曼盃                     | 其他       | 混合團體 | －     | 金牌   |
| 2021年 | 湯姆斯杯                     | 其他       | 男子團體 | －     | 銀牌   |
| 2021年 | 世界羽毛球錦標賽             | 其他       | 男子雙打 | 何济霆 | 銀牌   |
| 2022年 | 全英羽毛球公開賽             | 超級1000賽 | 男子雙打 | 何济霆 | 準決賽 |
| 2022年 | 越南羽毛球公開賽             | 超級100賽  | 男子雙打 | 任翔宇 | 冠軍   |
| 2023年 | 亞洲羽毛球混合團體錦標賽     | 其他       | 混合團體 | －     | 冠軍   |
| 2023年 | 瑞士羽毛球公開賽             | 超級300賽  | 男子雙打 | 任翔宇 | 亞軍   |
| 2023年 | 西班牙馬德里羽毛球大師賽     | 超級300賽  | 男子双打 | 任翔宇 | 準決賽 |
| 2023年 | 夏季世界大學運動會羽毛球比賽 | 其他       | 混合團體 | －     | 銀牌   |
| 2023年 | 日本熊本羽毛球大師賽         | 超級500賽  | 男子雙打 | 周昊东 | 準決賽 |
| 2024年 | 中國瑞昌羽毛球大師賽         | 超級100賽  | 男子雙打 | 周昊東 | 冠軍   |

| 2007-2017年 | 首要超級賽 | 超級賽 | 黃金大獎賽 | 大獎賽 | 國際挑戰賽 | 國際系列賽 | 未來系列賽 | 其他 |

| 2018-2026年 | 總決賽 | 超級1000賽 | 超級750賽 | 超級500賽 | 超級300賽 | 超級100賽 | 國際挑戰賽 | 國際系列賽 | 未來系列賽 | 其他 |

### 奧運會和世錦賽參賽紀錄
|          | 搭檔   | 2018 | 2019 | 2020 | 2021 | 2023 |
| -------- | ------ | ---- | ---- | ---- | ---- | ---- |
| 男子雙打 | 何济霆 | 32強 | 16強 | －   | 亞軍 | －   |
| 男子雙打 | 任翔宇 | －   | －   | －   | －   | 32強 |

### 世界冠軍頭銜
谭强在羽毛球生涯中共奪得1項羽毛球世界冠軍頭銜。
| 賽事     | 奪冠次數 | 年份               |
| -------- | -------- | ------------------ |
| 蘇迪曼盃 | 1        | 2021年（混合團體） |
| 總計     | 1        |                    |